# Бхактибхринга Говинда Свами
Бха́кти Бхри́нга Гови́нда Сва́ми (IAST: Bhakti Bhṛṅga Govinda Svāmī, англ. Bhakti Bhringa Govinda Swami; также известен как Говинда Свами; домонашеское имя — Айодхьяпа́ти Дас(а); имя при рождении — Шон О’Нил Хо́бгуд, англ. Sean O’Neil Hobgood; род. 12 января 1951, Мемфис, Теннесси) — кришнаитский религиозный деятель и проповедник, ученик Бхактиведанты Свами Прабхупады, один из духовных лидеров Международного общества сознания Кришны (ИСККОН), гуру и член Руководящего совета ИСККОН. Также известен как музыкант-исполнитель традиционной индийской музыки в стиле киртан.
Курирует деятельность ИСККОН в Поволжском регионе России, Казахстане, Киргизии, Таджикистане, Туркменистане, Узбекистане, на острове Маврикий и в ряде стран Ближнего Востока.
С 1999 года развивает духовную сельскохозяйственную общину «Шри Вриндаван Дхам» на юге Казахстана.

## Биография

### Семья. Детство
Шон был одним из семерых детей в семье радиодиджея и музыкального продюсера Боба Нила (1917—1983). Боб родился в Бельгийском Конго, где его родители работали миссионерами. В детстве Боб вместе с родителями много путешествовал по Африке, Европе и США. В 1942 году он обосновался в Мемфисе, где начал работать диджеем на местном радио. В 1948—1956 годах он вёл на радиостанции WMPS музыкальную программу The Bob Neal Farm Program, посвящённую музыке кантри, и устраивал в Мемфисе концерты молодых исполнителей. Говинда Свами позднее вспоминал: «все концерты мой отец организовывал в средних школах, колледжах и университетах и сам был ведущим этих программ, а моя мама продавала билеты на входе. Я же просто сновал там без дела». 10 августа 1954 года Боб дал возможность выступить на одном из концертов тогда ещё никому не известному Элвису Пресли. Публика оказалась в полном восторге и в январе 1955 года Боб стал первым менеджером будущей легенды рок-н-рола. По словам Говинды Свами, в те годы Элвис Пресли часто бывал в доме его отца, и был для него «почти как старший брат». Элвис ходил с ним гулять, покупал ему мороженое, водил его в цирк, на ярмарки и аттракционы.

### Духовные поиски и знакомство с кришнаитами (1968—1971)
В 1968 году Шон поступил в университет, на театральный факультет, но спустя год бросил учёбу, примкнул к движению хиппи и отправился странствовать по Америке, последовав примеру многих других своих сверстников. В 1968 году он впервые повстречал кришнаитов.
На Рождество в 1970 году родители, зная о том, что Шон интересовался The Beatles, подарили ему диск Джорджа Харрисона All Things Must Pass. Харрисон создал этот альбом вскоре после обращения в кришнаитскую веру и включил в одну из песен альбома — «My Sweet Lord» — напев мантры «Харе Кришна».
Спустя несколько месяцев Шон отправился на большой музыкальный фестиваль, где встретил кришнаитов, которые организовали там большой киртан, посмотреть на который собрались сотни молодых людей. Позже Говинда Свами вспоминал: «Я закрыл глаза, принялся воспевать и тотчас почувствовал восторг, который никогда не испытывал никогда прежде. Я подумал, что в этом воспевании, должно быть, и заключается высшая истина». Спустя неделю он снова повстречал кришнаитов в городе Буффало. После этой встречи он провёл выходные в местном кришнаитском ашраме. Жизнь с кришнаитами ему пришлась по душе: уже через несколько дней он сбрил свои длинные волосы и принял монашеский образ жизни. В ашраме Шон исполнял служение повара.
В последующие годы Шон время от времени навещал своих родителей, которые радовались духовным успехам сына: отец даже дал ему прозвище «Харибол».

### Принятие духовного посвящения от Прабхупады и первые годы в ИСККОН (1971—1979)
В июле 1971 года он впервые встретился со своим будущим гуру, основателем ИСККОН Бхактиведантой Свами Прабхупадой. Вместе с другими кришнаитами он устроил Прабхупаде приём в аэропорту Детройта, а затем присутствовал на его лекции в детройтском храме. Впоследствии Говинда Свами вспоминал, что так как у Прабхупады был сильный акцент, понять лекцию ему было крайне трудно: единственное, что ему запомнилось — это когда Прабхупада несколько раз повторил: «Поверьте, вы не есть это тело».
В апреле 1972 года Шон получил от Прабхупады духовное посвящение и новое имя на санскрите — Айодхьяпати Даса.
До 1973 года Айодхьяпати выполнял служение повара в храме ИСККОН в Буффало, а затем переехал в Канаду, в храм ИСККОН в Торонто. Там он женился на ученице Прабхупады по имени Шри Кари Деви Даси и до 1977 года исполнял служение повара и пуджари в торонтском храме. Помимо этого, он занимался санкиртаной — распространением кришнаитской литературы в обмен на денежные пожертвования. В этого период распространять книги ему довелось даже на Аляске.
В 1976 году Айодхьяпати впервые совершил паломничество в Индию. Он принял участие в праздновании фестиваля Гаура-пурнимы в Маяпуре и посетил Вриндаван, где «почувствовал себя так, как будто вернулся домой после 24-летнего отсутствия». В том же году Айодхьяпати написал на Вьяса-пуджу (день рождения) своего гуру подношение, на которое Прабхупада счёл нужным ответить. В письме из Вриндавана, датированном 22 сентября 1976 года, Прабхупада написал следующее:
Твоя сиддханта правильна и соответствует шастрам. Поэтому продолжай читать книги, сохраняй правильное восприятие вещей, и Кришна поможет тебе. Сиддханта балия читте на кара аласа иха хайте кришна лаге шудридха манаса. Искренний ученик не должен пренебрегать обсуждением этих заключений под предлогом того, что они противоречивы, поскольку такие обсуждения укрепляют ум. Таким образом ум привязывается к Кришне. Ты должен всегда сохранять бдительность, стараясь понять заключения шастр, и они помогут тебе, а иначе мы можем оказаться сбитыми с пути ложными философами. Я очень рад, что ты изучаешь мои книги. Это принесёт тебе счастье и удачу.
Незадолго до смерти Прабхупады — в июле 1977 года — Айодхьяпати переехал во Вриндаван, где до 1979 года выполнял служение повара и пуджари в Храме Кришны-Баларамы. Там ему выпала возможность готовить для Прабхупады и стать свидетелем его последних дней и смерти.

### Миссионерская деятельность в Израиле и Западной Европе (1979—1987)
В марте 1979 года, по приглашению одного из лидеров ИСККОН в Европе Бхагавана Госвами, Айодхьяпати отправился проповедовать в Афины, где оставался до мая 1980 года. Затем его направили в Тель-Авив, где он способствовал открытию первого кришнаитского храма в Израиле, а также вегетарианского ресторана, прибыль от которого использовалась для финансирования деятельности ИСККОН в Израиле. В те годы проповедовать в Израиле было сложно, так как, согласно иудейским обычаям, дети должны придерживаться семейных традиций и не могли покидать родительского дома. Поэтому кришнаитов часто обвиняли в том, что они разрушают семьи. По словам Говинды Госвами, в те годы деятельностью кришнаитов интересовалась израильская разведка «Моссад». В ноябре 1982 года за «антигосударственную» деятельность Айодхьяпати лишили права проживания в Израиле.
В 1982—1987 годах, под руководством Бхагавана Госвами, Айодхьяпати занимался миссионерской деятельностью в Греции, Великобритании, Франции и Италии. В те годы завязалась продолжающаяся и по сей день дружба Айодхьяпати с двумя другими гуру ИСККОН, Индрадьюмной Свами и Шиварамой Свами, которые в 1980-е годы также проповедовали в Европе.

### Возвращение в Индию. Гуру и санньяси (1987—1993)
В 1987 году Айодхьяпати вернулся во Вриндаван. В 1989 году он выступил организатором лагеря ИСККОН на фестивале Кумбха-мела в Аллахабаде — крупнейшем индуистском фестивале в мире, на который собираются десятки миллионов верующих. Участие в этом фестивале вдохновило Айодхьяпати организовать во Вриндаване местное отделение гуманитарной миссии «Харе Кришна — пища жизни», занимающейся бесплатной раздачей освящённой вегетарианской пищи нуждающимся. В 1993 году Говинда Свами вспоминал:
В то время у меня было несколько мощных реализаций. Нас посетили сотни тысяч людей, и ежедневно мы распространяли по 5000 порций прасада, тысячи книг и проводили массовую нагара-санкиртану. Наша программа имела потрясающий успех. Моя собственная жизнь так сильно изменилась просто благодаря произнесению «Харе Кришна» и вкушению прасада, и я понял, что если это делать в таких больших масштабах, то результаты могут быть ошеломляющими. Согласно писаниям, аннадхана, или раздача еды из зерна, считается одним из высших видов благотворительной деятельности. Наши почётные члены ИСККОН с большим интересом относились к раздаче прасада, и давали большие пожертвования на эти цели. Тогда я понял, насколько важна эта программа и решил посвятить себя ей. В 1990 году мы организовали программу «Пища жизни» во Вриндаване, раздавая сладкий рис всем гостям храма. Некоторые из почётных членов ИСККОН помогают нам кормить 150 вдов ежедневно. Каждая из них получает порцию прасада из шести блюд и пожертвование в две рупии. Мы также кормим прасадом нищих, приходящих в храм, а в Нандаграме кормим двадцать пять садху каждый день.
В 1989 году в Индию впервые приехали советские кришнаиты. Айодхьяпати выступил одним из гидов, которые сопровождали советских последователей Кришны в течение всей поездки. В ИСККОН советские кришнаиты считались героями, поскольку многие из них только вышли из тюрем и психбольниц, куда их отправил советский режим за проповедь своей веры.
В 1992 году Айодхьяпати начал исполнять в ИСККОН обязанности инициирующего гуру, а в 1993 году принял санньясу (уклад жизни в отречении), получив при этом новое монашеское имя Бхакти Бхринга Говинда Свами.

### Начало миссионерской деятельности в России и других странах бывшего СССР (1992)
Летом 1992 года Айодхьяпати впервые побывал в странах бывшего СССР. Он принял участие в кришнаитском фестивале в Каунасе, в московской Ратха-ятре и в большом концерте Боя Джорджа и кришнаитской театрально-музыкальной группы Gauranga Bhajan Band в спорткомплексе «Олимпийский». Он также посетил Дальний Восток, где отпраздновал день явления Кришны — Кришна-джанмаштами.

### Избрание членом Руководящего совета ИСККОН
В 1998 году Говинда Свами был избран членом Руководящего совета ИСККОН.

### Основание и развитие сельскохозяйственной общины «Шри Вриндаван Дхам» в Казахстане (1999—2011)
В 1999 году кришнаиты приобрели в Карасайском районе Алматинской области участок земли площадью 48 гектаров и основали общину Шри Вриндаван Дхам. По данным российских СМИ, в мае 2001 года Говинда Свами в сопровождении четверых ведущих кришнаитов алматинской общины кришнаитов побывал с недельным визитом в Венгрии с целью перенятия у венгерских единоверцев опыта сельскохозяйственного производства. В Венгрии в районе озера Балатон последователи ИСККОН под руководством Шиварамы Свами создали крупную ферму, по образцу которой Говинда Свами и алматинские кришнаиты за два года до того основали аналогичную общину в Казахстане. По возвращении на родину делегация алматинских кришнаитов внедрила воспринятый ими опыт в развитие своей общины.
В последующие несколько лет кришнаиты возвели храм и посёлок из нескольких десятков домов. Община росла, всё больше и больше последователей Кришны селились вокруг фермы. Они занимались сельским хозяйством и разводили коров. По воскресеньям верующие собирались для отдыха и духовного общения. В 2002 годы органы юстиции Казахстана официально зарегистрировали ИСККОН на территории фермы. Таким образом, кришнаиты занимались своей деятельностью в соответствии с законами Казахстана.
В 2003 году Говинда Свами оказался в числе представителей ИСККОН, принявших участие в первом съезде мировых и традиционных религий, организованного президентом Казахстана Нурсултаном Назарбаевым. В ходе съезда Говинда Свами лично встретился с Назарбаевым.
В 2004 году, отношение властей Казахстана к кришнаитам резко изменилось. Чиновники начали преследовать членов общины в судебном порядке. 25 апреля 2006 года, по решению областного суда на территорию общины прибыли судебные исполнители с бульдозерами и полиция для того, чтобы снести дома верующих. Однако, из-за мирного сопротивления кришнаитов и присутствия журналистов, эта попытка окончилась провалом. 7 сентября 2006 года, за неделю до съезда мировых религий в Астане, правительство Казахстана создало межведомственную комиссию для изучения ситуации вокруг ИСККОН. В ноябре того же года было снесено 26 домов, участки перепроданы, компенсации не предоставлены. В 2009 году Говинда Свами выступил по этому поводу в ОБСЕ.